# Battlefield 2142
Battlefield 2142 är ett science fiction-datorspel från 2006, utvecklat av svenska Digital Illusions CE och gavs ut av Electronic Arts. Det är den fjärde titeln i Battlefield-serien, och är en så kallad spinoff till det framgångsrika multiplayerspelet Battlefield 2.
Spelet utspelar sig på ett framtida slagfält år 2142, 200 år efter originalspelet (Battlefield 1942). Liksom i de andra spelen i serien handlar det om storskaliga strider med både infanteri och fordon. Man har byggt vidare på de nya idéerna från Battlefield 2 och lagt till mängder av utrustning som man kan låsa upp efter hand. Kommunikationsmöjligheterna i grupperna har också förbättrats. En av de stora nyheterna sedan sist är ett helt nytt spelläge, kallat Titan mode.
I mars 2007 släpptes boosterpaketet Northern Strike. I detta tillägg finns tre nya kartor och två nya fordon. Spelarna får även tillgång till mer upplåsbar utrustning.

## Spelet
Battlefield 2142 är en förstapersonsskjutare där spelaren kan gå med i en redan pågående match, bli placerad i ett av de två lagen och sedan välja soldatklass. Alla olika klasser har olika styrkor, svagheter och förmågor. Spelaren kan istället för att strida till fots även ta kontrollen över både mark- och luftburna fordon för att vända striden till sitt eget lags fördel.

### Handling
Spelet utspelar sig under 2140-talet. En ny istid har drabbat hela Jorden, vilket gör att mängden odlingsbar mark snabbt minskar. Detta tvingar de nordligare länderna att röra sig söderut och slåss om de sista isfria områdena längre söderut. Europa bildar The European Union, EU och börjar röra sig neråt mot Nordafrika. Ryssland och flera andra asiatiska länder bildar The Pan-Asian Coalition, PAC. Då södra Asien redan är överbefolkat, måste även PAC gå mot Nordafrika, via Europa, vilket gör att en konflikt är oundviklig.

### Spelsätt
Det finns tre stycken spelsätt; Conquest, Titans och Assault Lines. Det sistnämnda infördes i expansionen Northern Strike.
Conquest är det klassiska spelsättet som finns tillgängligt inom samtliga Battlefield-spel. Båda lagen ska försöka ta kontroll över olika kontrollpunkter på banan och försvara dessa mot motståndarlagets trupper. Båda lagen har en viss mängd "tickets" inom varje runda. Varje gång en spelare spawnar, förbrukas en ticket. Tickets kan också förloras genom att motståndarna håller flest kontrollpunkter. Då tickar de sakta ner. Detta kallas inom Battlefield-communityn för "Ticket Bleed". Conquest mode har stöd för 16, 32 och 64 spelare.
Det första nya spelsättet är Titans. Titaner är stora svävande transportskepp som också fungerar som landningsplats och artilleriplattform. Här är uppgiften att förstöra motståndarlagets Titan, samtidigt som man försvarar sin egen. För att göra det måste man först förstöra Titanens sköld. Detta kan uppnås genom att ta kontroll över missilramper som finns på flera platser på banorna. Så länge något lag har tagit kontroll över en avfyrningsramp, kommer den regelbundet att skicka iväg missiler mot motståndarlagets Titan. Dessa gör ganska mycket skada på den och det är därför viktigt att alltid hålla så många som möjligt.
När skölden väl är nere kan laget fortsätta att hålla missilramper och låta dessa förstöra motståndarnas Titan. Dock går det fortare att borda fiendetitanen och förstöra den inifrån. Detta kan göras genom att flyga upp till den eller använda de assault-pods som finns i Trupptransportfordonen. Dessa kan skicka iväg soldater över långa avstånd eller högt upp. De är därför praktiska vid bordning av Titaner.
Väl inne i Titanen måste fyra kontrollpaneler förstöras, vilket exponerar Titanens kärna. När den väl förstörs, börjar hela Titanen skaka och sedan sprängas. Titan mode har stöd för 48 spelare.
Det andra nya spelsättet, Assault Lines, påminner mycket om Conquest och är den stora nyheten i Northern Strike. Den enda egentliga skillnaden är att det anfallande laget måste kontrollera alla övriga kontrollpunkter på kartan innan de kan anfalla fiendens huvudbas. Om detta lyckas belönas alla i det anfallande laget med en speciell nål.

### Rang, utmärkelser och upplåsningar
I Battlefield 2142 finns det 43 olika ranger och många fler möjligheter att låsa upp vapen och utrustning. Det finns också 40 upplåsningar som är fördelade på de olika klasserna. Detta gör att det blir lättare att anpassa sig efter vad situationen kräver. Det finns flera vapen att låsa upp och massor med utrustning som till exempel Aktivt kamouflage, EMP-granater, Magnetiska minor, extra magasinkapacitet med mera. Det är lättare att gå upp i rang nu än i Battlefield 2, då man får fler poäng när man utför olika mål. Till exempel från olika utmärkelser, som fungerar på samma sätt som i Battlefield 2. Det stora antalet ranger betyder också att det inte krävs lika många poäng som i föregångaren för att nå nästa rang. De två sista rangerna får man eller förlorar man beroende på hur mycket poäng man har fått den senaste veckan, man kan enbart få dessa ranger om man tillhör de 200 bästa spelarna i världen. Den högsta rangen (Supreme Commander) kan bara spelaren med flest poäng i världen tilldelas.

## Befälhavare och grupper
Liksom i Battlefield 2 finns det både befälhavare och grupper i Battlefield 2142. 

### Befälhavare
Befälhavaren kan i Titan mode styra den jättelika Titanen som svävar över slagfältet. Denne kan dock fortfarande, som i Battlefield 2, använda tillgångar som till exempel UAV (Unmanned Areal Vehicle), Orbital Strike (Strato-anfall) och Radar Scan och kan fortfarande ge order till grupperna.

### Grupper
Gruppledare kan använda Squad Beacons, gruppledaren kan släppa den på marken så gruppen kan spawna vid denna om gruppledaren skulle dö. Denna kan dock förstöras om fienden hittar den. Han kan också använda små svävande robotar, som följer efter honom och kan antingen fungera som en radar eller också hjälpa till att slåss.

#### Network Battlefield
Detta är en av de stora nyheterna. NetBat är ett system som används i grupperna. Det fungerar så att om en i gruppen tittar på en fiendesoldat, så dyker en liten ikon upp på skärmen för alla gruppmedlemmar. Beroende på vilken klass personen har visas olika typer av information om fiendesoldaten. Detta gör förhoppningsvis att antalet "Enemy infantry spotted"-meddelanden i radion minskar. Dock är NetBat-utrustningen inte upplåst från början.

#### Fältuppgraderingar
Då det finns mängder av upplåsbar utrustning i Battlefield 2142, har man introducerat detta nya begrepp. Nu kan effektiva grupper få möjligheten att låsa upp utrustning, som bara är upplåst så länge man är kvar på servern. Detta gör att man kan prova på olika upplåsningar innan man vet vilken man ska välja nästa gång man går upp i rang. En av de största fördelarna med fältuppgraderingar och Network Battlefield är att antalet grupper och samarbetet i dessa grupper kommer att öka.

## Infanteriklasser och utrustning
I Battlefield 2142 finns det fyra infanteriklasser. I Battlefield 2 fanns det sju. Man har kombinerat flera klasser för att göra det mindre rörigt. Man kan nu istället välja vilken utrustning man vill ha med sig, beroende på vilket hot man stöter på. Den upplåsbara utrustningen bygger på så kallade "Träd". Man måste låsa upp nr. 1 i ett träd innan man låser upp nr. 2. Alla träd är separata från de andra. Varje klass har ett speciellt NetBat-system, med vilket gruppmedlemmar kan dela med sig av information om fienden med andra i gruppen bara genom att ha fiendesoldaten i siktet.
Den sista saken i varje Träd kan bara låsas upp permanent om spelaren äger expansionspaketet Northern Strike.

### Recon (Spaningssoldat)
Består av Prickskytt och Spec-ops. Dessa är lätt infanteri som är bra på att utföra operationer bakom fiendens linjer. Detta underlättas ännu mer med kamouflage-upplåsningen. Recon lämpar sig bäst som Prickskytt i början men upplåsningarna RDX Demopak och Lambert-karbinen kan göra Recon-soldater effektiva i närstrid. 
Grundutrustning
EU
- BJ-2 Combat Knife
- P33 Periera Pistol
- Morreti SR4 Sniper Rifle

PAC
- BJ-2 Combat Knife
- Takao T20 Pistol
- Park 52 Sniper Rifle

Upplåsbar utrustning
Träd 1
1. Anti-Personnel Mine
2. DysTek Hi-Scope x4
3. Gruber 5 Stabilizer
4. Zeller-H Advanced Sniper Rifle
5. DS-22 Sniper Decoy (NS)

Träd 2
1. RDX DemoPak
2. NetBat Fade Delay
3. IT-33 Optical Camouflage
4. Lambert Carbine
5. TL-S1C Camouflage Upgrade (NS)

### Assault (Skyttesoldat)
Består av Skyttesoldat och Sjukvårdare. Dessa är tyngre infanteri som specialiserar sig på att slåss mot andra infanterigrupper. De använder främst automatkarbiner och har flera upplåsningar som gör de mer effektiva i strid och de kan även hela och återuppliva.
Grundutrustning
EU
- BJ-2 Combat Knife
- P33 Periera Pistol
- SCAR 11 AR Assault Rifle
- MHUB-21 Medical Hub

PAC
- BJ-2 Combat Knife
- Takao T20 Pistol
- Krylov FA-37 Assault Rifle
- MHUB-21 Medical Hub

Upplåsbar utrustning
Träd 1
1. Herzog AR-Shotgun
2. NetBat Infantry ID
3. PK-74 AR-Rocket
4. Baur H-AR (Heavy Assault Rifle)
5. Advanced Magazine (NS)

Träd 2
1. AED-6 Defibrillator
2. Advanced Med Hub
3. SG-34 Grenade
4. Voss L-AR (Light Assault Rifle)
5. CM3-N Radar Grenade (NS)

### Support (Understöd)
Är bara Understöd. Support-soldaten är den som ligger längst bak och håller fienden nere med tung maskingevärseld. Han kan även dela ut ammunition. Tack vare den upplåsbara Clark 15B Shotgun, kan han även bli effektiv i närstrider. Hans EMP-granat är också mycket användbar mot fordonsburna fiender.
Grundutrustnig
EU
- BJ-2 Combat Knife
- P33 Periera Pistol
- Bianchi FA-6 LMG
- AHUB-31 Ammo Hub

PAC
- BJ-2 Combat Knife
- Takao T20 Pistol
- Shuko K-80 LMG
- AHUB-31 Ammo Hub

Uplåsbar utrustning
Träd 1
1. V5 EMP Grenade
2. NetBat Active Camo ID
3. A-12 Enforcer Sentry Gun
4. Ganz H-MG
5. IDS-1 Infantry Sonar (NS)

Träd 2
1. IPS Shield
2. Advanced Ammo Hub
3. DysTek Pulse Meter
4. Clark 15-B Shotgun
5. Clark 12 RDX (NS)

### Engineer (Ingenjör)
Består av Pansarvärn och Ingenjör. Denna soldat har specialiserat sig på att neutralisera fientliga fordon och reparera vänliga. Detta med hjälp av antitankraketer och olika typer av minor. De kan även låsa upp portabla luftvärnsraketer som gör att de även kan förstöra fientligt flyg. Istället för pistoler bär de med sig lätta k-pistar.
Grundutrustning
EU
- BJ-2 Combat Knife
- Turcotte Rapid SMG
- Mitchell AV-18 Anti-Vehicle Rocket
- HOFF-3000

Används för reparation av det mesta. Ersätter den klassiska skiftnyckeln.
PAC
- BJ-2 Combat Knife
- Malkov RK-11 SMG
- Sudnik VP Anti-Vehicle Rifle
- HOFF-3000

Upplåsbar utrustning
Träd 1
1. AE Defuser
2. NetBat Vehicle ID
3. PDS-1
4. Pilum H-AVR (Tidigare känd som Koenig H-AVR)
5. Motion Mine Bait (NS)

Träd 2
1. IL-14 EMP
2. DysTek Repair V2.0
3. IL-29 Motion Mine
4. SAAW 86 Anti-Air/Sudnik AAVP
5. SMG Clip Expansion (NS)

### Gemensamma upplåsningar
Dessa är gemensamma för alla klasser.
1. FRG-1 Grenade
2. Sprintcor 20 Enhanced Endurance
3. Staminar 9 Recovery System
4. Större Pistolmagasin
5. Extra Granat
6. SAB-1b Shock Absorber Boot (NS)

### Gruppledarens upplåsningar
Dessa kan bara användas av gruppledare.
1. Squad Leader Spawn Beacon (SLSB)
Kan placeras ut av gruppledaren så att gruppmedlemmarna kan starta där. Detta sker genom att medlemmarna släpps ner i assault pods. Om en Squad Beacon är utplacerad, går det ej att starta på gruppledarens position.
2. RD-4 OTUS 
Svävande robot som har en radar, vilket ger gruppen information om fiender i det närliggande området.
3. SD-8 Accipiter 
Svävande robot som har en radar som ger gruppen information om fienden i det närliggande området. Roboten har även kulsprutor som skjuter mot fienden automatisk. Dessa kulsprutor är ineffektiva på över 30 meters håll och agerar då bara som understödseld.
4. SL-RPU (Squad Leader Reinforcement Prioritizing Utility) (NS)
 Uppgradering till SLSB som gör att gruppmedlemmarna inte behöver vänta lika länge på att få starta om de har dött.

## Fordon
Som i alla andra spel i Battlefield-serien, innehåller Battlefield 2142 mängder av olika fordon. Dessa fordon påminner mycket om dem från Battlefield 2, fast med futuristisk design och att vissa fordon har ett svävardrivsystem.

### Jeepar
Dessa är lätta spaningsfordon med plats för tre personer. En förare, en passagerare och en skytt.
De kan även använda en boost-funktion, som möjliggör snabba flykter, eller anfall.
- EU: MK-15 Bandit
- PAC: UAZ-8 Ocelot

### Battlewalkers
Dessa är en nyhet i Battlefield-serien. De är stora tvåbenta robotar som styrs av två personer. De är beväpnade med två stycken kraftiga automatkanoner (L-5 Reisig använder Gatling-kanoner), antitank-raketer och en luftvärnskulspruta med EMP-missiler. Det faktum att de är väldigt höga är både bra och dåligt. De kan se över byggnader och kullar, men de kan samtidigt sällan gömma sig i öppen terräng.
- EU: L-5 Riesig
- PAC: T-39 Bogatyr

### Trupptransporter
Dessa är tungt bepansrade trupptransportfordon med plats för flera soldater. De är beväpnade med flera lätta och tunga kulsprutor och en granatkastare. Passagerarna kan skjutas iväg upp i luften i sk. Assault pods. Dessa används främst för att borda fiendens Titan, men kan också användas för att snabbt anfalla fientliga positioner. 
- EU: AVM-2 Groundhog
- PAC: BTR-4 Romanov

### Stridsvagnar
Dessa två skiljer sig ganska mycket mellan varandra. EU:s stridsvagn använder band och har rörligt torn, medan PAC:s svävar men saknar rörligt torn. På så sätt får de båda olika för- och nackdelar.
- EU: A8 Tiger
- PAC: Type 21 Nekomata

### Attackflyg
Dessa är en korsning mellan flygplanen och attackhelikoptrarna från Battlefield 2, därför kallar många dem för Helojets (Helikopterflyg på svenska). Utseendet påminner dock mest om helikoptrarna. Den bemannas av två personer; en pilot som också har tillgång till raketer och en skytt med en kulspruta och en TV-styrd missil. 
- EU: UD-6 Talon
- PAC: Type 4 Doragon

### Transportflyg
Transportflyget i Battlefield 2142 beter sig ungefär som transporthelikoptrarna i Battlefield 2. De är beväpnade med två kulsprutor. Det finns plats för en pilot, två skyttar och fyra passagerare.
- EU: UD-12 Shepherd
- PAC: BTR-20 Yastreb

### Titans
(Finns endast i Titan gamemode)
En Titan kan enklast beskrivas som ett svävande hangarfartyg. Den har en mycket kraftig sköld som skydd och är tungt beväpnad. På däcket finns landningsplattor för lagets helojets. På Titanen finns det även Assault pods som soldater kan använda för att snabbt och smidigt ta sig till missilsilos eller fiendens Titan. De båda lagens Titaner ser lite olika ut utanpå men är identiska inuti (för att inget lag ska få ett övertag).
- EU: Mk-1 Titan
- PAC: Type 1 Titan

### Northern Strike-Fordon
I expansionspaketet Northern Strike tillkommer två nya fordon.
- EU: A3 Goliath

A3 Goliath är ett tungt bepansrat och beväpnat, men mycket långsamt trupptransportfordon. De fem passagerarna har alla tillgång till ett eller flera vapen som de kan använda medan de sitter skyddade inuti fordonet. A3:an kan även reparera sig själv genom speciella plattor som sitter på utsidan. Dessa måste förstöras om man ska ha någon chans att förstöra fordonet.
- PAC:  Hachimoto

Hachimoton är en lätt bepansrad och mycket snabb svävare med plats för två personer. Den tål mycket mindre än A3:an, men är desto svårare att träffa.

## Kartor
Kartorna i Bf2142 är uppdelade i europeiska banor och afrikanska banor. Huvudskillnaden mellan dessa är att banorna som utspelar sig i Europa är snöiga och de i Afrika ofta är varma och har sandiga områden. De flesta av banorna spelas i Conquest läge, men fem av dessa finns även i Titan-mode versioner.
I expansionen Northern Strike tillkom tre banor som alla tar plats i Europa.

### Europa
- Minsk
- Belgrade
- Fall of Berlin
- Verdun
- Cerebre Landing
- Minsk (Titan Mode)
- Verdun (Titan Mode)
- Liberation of Leipzig (NS)
- Port Bavaria (NS)
- Bridge at Remagen (NS)
- Port Bavaria (Titan Mode) (NS)
- Bridge at Remagen (Titan Mode) (NS)
- Operation Shingle (patch 1.5)

### Afrika
- Camp Gibraltar
- Suez Canal
- Tunis Harbour
- Shuhia Taiba
- Sidi Powerplant
- Suez Canal (Titan Mode)
- Shuhia Taiba (Titan Mode)
- Sidi Power Plant (Titan Mode)

### Stilla Havet
- Wake Island (patch 1.5)